# Protodiaspis pulchra
Protodiaspis pulchra är en insektsart som beskrevs av Ferris 1920. Protodiaspis pulchra ingår i släktet Protodiaspis och familjen pansarsköldlöss. Inga underarter finns listade i Catalogue of Life.